# Diego de Aguilar
Diego de Aguilar (n. secolul al XVI-lea, Spania – d. 1624, Spania) a fost un pictor spaniol din perioada Renașterii, activ în Toledo. A pictat în principal lucrări devoționale. Informațiile care au supraviețuit despre acest pictor sunt atât puține, cât și confuze. În ceea ce privește propria sa activitate artistică, prima sa lucrare documentată datează din 1597, când a fost însărcinat să picteze și să acopere cu un strat subțire de aur ostensoriul din biserica parohială din Magán (Toledo). Botezul lui Hristos din mănăstirea San Clemente este cea mai veche pictură cunoscută a sa. Diego de Aguilar a implementat un stil arhaic în picturile sale, inclusiv prin aplicarea unei foițe de aur pe hainele personajelor. Lucrări precum Botezul lui Hristos și Sfântul Ioan pe insula Patmos (Mănăstirea San Clemente din Toledo) dezvăluie influența activităților sale de gravor de anluminuri și decorator în redarea atentă a detaliilor și tehnica precisă. Acest lucru este evident și în gustul pentru detalii, care se regăsește în naturile sale statice, ceea ce explică comparația care a fost făcută între el și Juan Sánchez Cotán. Toate aceste caracteristici sunt clar evidente în picturile pentru mănăstirea franciscană „Neprihănita Zămislire” din Toledo.